# 曙光街道 (鞍山市)
曙光街道，是中华人民共和国辽宁省鞍山市立山区下辖的一个乡镇级行政单位。

## 行政区划
曙光街道下辖以下地区：
新风社区、阳光社区、建平社区、曙光社区、苗卜社区、红光社区、山咀子社区和沿海社区。